# Тахометрические счётчики воды
Тахометрические счётчики воды предназначены для измерения количества воды, протекающей в подающих или обратных трубопроводах системах горячего и (или) холодного водоснабжения при давлении не более 1,6 МПа.

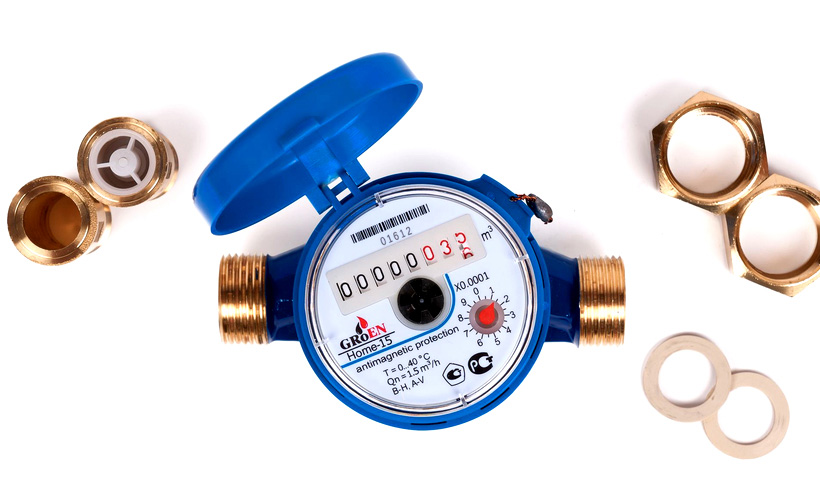

## Виды тахометрических счётчиков воды

### По типу механизма

#### Крыльчатые
Принцип работы данного типа счётчиков воды состоит в измерении числа оборотов крыльчатки, вращающейся под действием потока воды. Поток попадает в измерительную камеру корпуса счётчика через входное отверстие. Внутри камеры вращается крыльчатка с установленными на ней в герметичном корпусе магнитами. Вода, пройдя зону вращения крыльчатки (измерительную камеру), поступает в выходное отверстие. Количество оборотов крыльчатки пропорционально объёму протекающей воды.
Вращение крыльчатки передаётся магнитной муфтой, установленной в счётном механизме. Счётный механизм, имеющий механический редуктор, способен переводить данные о числе оборотов крыльчатки в информацию об объёме протекающей воды. Счётный механизм герметичен и отделён от измеряемой воды немагнитным уплотнительным кольцом.
Используются в основном в бытовых условиях.

#### Турбинные
Турбина представляет собой многозаходный винт, который вращается под действием измеряемого потока воды. Принцип работы турбинных счётчиков воды состоит в измерении числа оборотов турбины.  Турбинные счётчики пропускают бОльший объём воды, чем крыльчатые, и используются в основном на производстве.

### По способу монтажа
- А — горизонтальный монтаж счётчика
- В — вертикальный монтаж счётчика

### По диапазону измерения температур
- Счётчик для горячей воды или универсальный: измерение объема воды в диапазоне температур от +5 до +90 °С.
- Счётчик для холодной воды: измерение объема воды в диапазоне температур от +5 до +50 (+30) °С.